# Oranmore
Oranmore is een plaats in het Ierse graafschap Galway. De plaats telde in 2016 7.990 inwoners en is de laatste jaren fors gegroeid. 

## Vervoer
Oranmore ligt 10 kilometer ten oosten van de stad Galway. Sinds 2013 heeft het dorp weer een directe spoorverbinding met Galway. Vanaf het nieuwe station is het goed tien minuten naar de hoofdstad van het graafschap. Naast Galway zijn er verbindingen met Dublin en Limerick. 
De N18, de route van Limerick naar Galway, loopt langs het dorp en sluit boven Oranmore aan op de M6, de snelweg tussen Galway en Dublin. De N18 zal in de nabije toekomst worden uitgebouwd tot M18 en dan ook snelwegstatus krijgen. 